# Sergo Dawlianidze
Sergo Dawlianidze (gruz. სერგო დავლიანიძე, ur. 1904 w Kutaisi, zm. 25 sierpnia 1967) – funkcjonariusz radzieckich organów bezpieczeństwa, generał major.

## Źródło
Z pochodzenia Gruzin, w latach 1920–1922 uczył się w szkole hydrotechnicznej w Tbilisi, od kwietnia 1923 do kwietnia 1924 odbywał służbę w Armii Czerwonej w Batumi, później sekretarz rejonowego komitetu Komsomołu i sekretarz Wydziału Ekonomicznego KC Komsomołu Gruzji. Od 23 października 1925 pracownik OGPU początkowo w Szorapani, później w Borżomi i Manglisie, w latach 1927-1929 pełnomocnik powiatowego oddziału GPU w Zestaponi, następnie rejonowego oddziału GPU w Cziaturze, od marca 1931 członek WKP(b). Od kwietnia 1931 w centrali (Wydziale Ekonomicznym) GPU Gruzińskiej SRR, później w Zarządzie Bezpieczeństwa Państwowego (UGB) NKWD Gruzińskiej SRR, od 13 stycznia 1936 starszy porucznik bezpieczeństwa państwowego, od września 1936 do czerwca 1937 szef rejonowego oddziału NKWD w Cziaturze, potem zastępca szefa Wydziału 4 UGB NKWD Gruzińskiej SRR, od 1938 do 23 sierpnia 1939 zastępca szefa i szefa Wydziału 3 UGB NKWD Gruzińskiej SRR, 23 maja 1938 awansowany na kapitana bezpieczeństwa państwowego. Od 23 sierpnia 1939 do marca 1941 szef Wydziału Transportu Drogowego (DTO) NKWD Kolei Zakaukaskiej, 22 października 1940 awansowany na majora bezpieczeństwa państwowego, od marca do sierpnia 1941 szef Wydziału Kontrwywiadowczego (KRO) NKGB GSRR, od czerwca do sierpnia 1941 zastępca ludowego komisarza bezpieczeństwa państwowego GSRR, od sierpnia 1941 do 16 czerwca 1944 szef Wydziału Transportowego NKWD/NKGB Kolei Zakaukaskiej, 11 maja 1942 awansowany na starszego majora bezpieczeństwa państwowego, a 14 lutego 1943 komisarza bezpieczeństwa państwowego. Od 14 czerwca 1944 do 14 listopada 1945 ponownie zastępca ludowego komisarza bezpieczeństwa państwowego GSRR, 9 lipca 1945 mianowany generałem majorem, od 14 listopada 1945 do 30 stycznia 1948 szef Wydziału Transportowego NKGB/MGB Kolei Ordżonikidzewskiej (Północnoosetyjska ASRR), następnie zwolniony z MGB.
23 listopada 1954 pozbawiony stopnia generalskiego „za zdyskredytowanie siebie podczas pracy w organach bezpieczeństwa państwowego”. 23 lipca 1956 aresztowany, 31 października 1957 skazany na 25 lat pozbawienia wolności, wykluczony z partii, zmarł w więzieniu.

## Odznaczenia
- Order Lenina (dwukrotnie – 21 lipca 1942 i 25 lipca 1949)
- Order Czerwonego Sztandaru (dwukrotnie – 8 marca 1944 i 3 listopada 1944)
- Order Wojny Ojczyźnianej I klasy (13 grudnia 1944)
- Order Czerwonego Sztandaru Pracy (24 lutego 1941)
- Odznaka „Honorowy Funkcjonariusz Czeki/GPU (XV)” (28 sierpnia 1937)

I 4 medale.